# I. e. 288
Évszázadok: i. e. 4. század – i. e. 3. század – i. e. 2. század
Évtizedek: i. e. 330-as évek – i. e. 320-as évek – i. e. 310-es évek – i. e. 300-as évek – i. e. 290-es évek – i. e. 280-as évek – i. e. 270-es évek – i. e. 260-as évek – i. e. 250-es évek – i. e. 240-es évek – i. e. 230-as évek
Évek: i. e. 293 – i. e. 292 – i. e. 291 – i. e. 290 –  i. e. 289 – i. e. 288 – i. e. 287 – i. e. 286 – i. e. 285 – i. e. 284 – i. e. 283

## Események

### Görögország
- Démétriosz makedón király hatalmas sereget és flottát gyűjt, hogy visszafoglalja apja korábbi kis-ázsiai birodalmát. Mielőtt kellően felkészülhetne, Lüszimakhosz, Szeleukosz, Ptolemaiosz és Pürrhosz szövetséget köt ellene.
- Lüszimakhosz és Pürrhosz északkeletről és nyugatról tör be Démétriosz birodalmába, Ptolemaiosz pedig flottáját küldi Görögországba, hogy elpártolásra bírja a városokat.
- Athén fellázad, mire Démétriosz ostrom alá veszi a várost. Pürrhosz megszállja Thesszáliát és Nyugat-Makedóniát. Ptolemaiosz hajóhada felmenti Athént és védnökséget vállal az Égei-tenger görög szigetei felett.

### Róma
- Quintus Marcius Tremulust és Publius Cornelius Arvinát választják consulnak.

### Sri Lanka
- Anuradhapurában elültetik a Sri Maha Bodhi szent fügefát, amely a világ legöregebb, pontosan ismert életkorú, ültetett fája.

### Kína
- Csaohsziang, Csin állam királya felveszi a Nyugati Császár, szövetségese, Min, Csi állam királya pedig a Keleti Császár címet, ám a tiltakozások hatására visszatérnek királyi címükhöz.

## Fordítás
- Ez a szócikk részben vagy egészben  a(z)   288 BC című angol Wikipédia-szócikk ezen változatának fordításán alapul.  Az eredeti cikk szerkesztőit annak laptörténete sorolja fel. Ez a jelzés csupán a megfogalmazás eredetét és a szerzői jogokat jelzi, nem szolgál a cikkben szereplő információk forrásmegjelöléseként.